# جنگ اول هندوچین
جنگ اول هندوچین (انگلیسی: First Indochina War) (که معمولاً به عنوان جنگ هندوچین در فرانسه و جنگ مقاومت ضد فرانسه در ویتنام شناخته می‌شود) در هندوچین فرانسه از ۱۹ دسامبر ۱۹۴۶ شروع و تا ۲۰ ژوئیه ۱۹۵۴ ادامه پیدا کرد. این نزاع در جنوب بین فرانسویان و مخالفین ویت مین شان از سپتامبر ۱۹۴۵ آغاز شد. این درگیری طیفی از نیروها را درگیر خود کرده بود، از اتحادیه فرانسوی سپاه اعزامی فرانسه به شرق دور که توسط دولت فرانسه هدایت و توسط ارتش ملی ویتنام امپراتور سابق بائو دای حمایت می‌شد و در برابر ارتش خلق ویتنام و ویت مین ها (قسمتی از حزب کمونیست) که توسط وو نوین جیاپ و هوشی مین هدایت می‌شدند قرار داشت. گرچه این درگیری بیشتر کشور را دربر گرفت و به تحت الحمایه‌های هندوچین فرانسه در کامبوج و لائوس گسترش یافت با این حال بیشتر درگیریها در تونکین در شمال ویتنام اتفاق افتاد.
در کنفرانس پوتسدام در ژوئیه ۱۹۴۵ روسای ستاد مشترک آمریکا و بریتانیا تصمیم گرفتند که هندوچین در جنوب مدار ۱۶ درجه شمالی در جنوب شرق آسیا تحت فرماندهی تحت فرماندهی دریاسالار بریتانیایی لوئیس مونتباتن قرار بگیرد. نیروهای ژاپنی که در جنوب آن مدار مستقر بودند تسلیم او و آنها که در شمال مدار قرار داشتند تسلیم ژنرال چیانگ کای‌شک شدند. در سپتامبر ۱۹۴۵ نیروهای چینی وارد تونکین شده، و یک گروه کوچک ضربت بریتانیایی در شهر سایگون (پایتخت کوچین چین) مستقر شد. چینیها یک دولت ویتنامی تحت رهبری هوشی مین که آن زمان در هانوی (پایتخت تونکین) بر سر کار بود را قبول کردند. بریتانیایی‌ها از انجام چنین کاری در سایگون خودداری کرده، و برخلاف حمایت ظاهری نمایندگان دفتر خدمات راهبردی آمریکا از مقامات ویت مین، از همان ابتدا کار را به فرانسویها واگذار کردند. در ۲ سپتامبر، روز پیروزی بر ژاپن، هوشی مین در هانوی بنیانگذاری جمهوری دموکراتیک ویتنام را اعلام کرد. این دولت پس از استعفای امپراتور بائو دای، که تحت سلطه ژاپنی‌ها به حکمرانی ادامه داده بود، برای یک دوره بیست روزه به عنوان تنها دولت غیرنظامی بر کل ویتنام حکمرانی کرد. در ۲۳ سپتامبر ۱۹۴۵، نیروهای فرانسوی، با آگاهی فرماندهی بریتانیایی سایگون، نیروهای بومی جمهوری دموکراتیک را بیرون ریخته و احیای دولت فرانسوی را در کوچین چین اعلام کردند. جنگ چریکی بلافاصله در حوالی سایگون آغاز شد، اما فرانسویها به تدریج مجدداً کنترل شمال و جنوب هندوچین را بدست گرفتند. هوشی مین قبول کرد که برای وضعیت آینده ویتنام مذاکره کند، اما مذاکرات، که در فرانسه برگزار شد، در حصول به راه حل ناکام بود. پس از یکسال کشمکش پنهان، در دسامبر ۱۹۴۶ جنگ همه‌جانبه بین فرانسوی‌ها و نیروهای ویت مین بوقوع پیوست و در همین هنگام هوشی مین و دولتش زیرزمینی شدند. فرانسویها سعی کردند که هندوچین را با بازسازماندهی به صورت فدراسیونی از اعضای همراه به ثبات برسانند. آنها در ۱۹۴۹ امپراتور سابق بائو دای را به عنوان حاکم دولت جدیدالتاسیس ویتنام برسر کار بازگرداندند.
سالهای اول جنگ شامل شورشهای روستایی سطح پایین در برابر فرانسه بود. در ۱۹۴۹ درگیری تبدیل به یک جنگ متداول بین دو ارتش مجهز به سلاحهای مدرن که توسط ایالات متحده، چین و شوروی تجهیز شده بودند شد. نیروهای اتحادیه فرانسوی شامل نیروهای استعماری از امپراتوری سابقشان - مراکشی‌ها، الجزایری‌ها، و اعراب/بربرهای تونسی، لائوسی‌ها، کامبوجی‌ها و اقلیتهای قومی ویتنامی؛ سیاهان آفریقایی - و نیروهای حرفه ای فرانسوی، داوطلبان اروپایی، و واحدهای لژیون خارجی فرانسه می‌شدند. استفاده از نیروهای تازه‌نفس متروپلیتن برای جلوگیری از هرچه منفورتر شدن جنگ در خانه توسط دولت ممنوع شده بود. این جنگ توسط چپها در خانه «جنگ کثیف» خوانده می‌شد.
استراتژی سوق دادن ویت مینها به حمله به پایگاه‌های خوب محافظت شده در قسمتهای دور افتاده کشور و در انتهای مسیرهای لجستیکی در نبرد ناسان حتی با این وجود که پایگاه‌ها به علت کمبود بتن و فولاد نسبتاً ضعیف بود مورد تأیید قرار گرفت. تلاشهای فرانسه به علت محدودیت استفاده از تانکهای زرهی در محیط جنگل، کمبود نیروی هوایی قوی برای پوشش هوایی و بمباران فرشی، و استفاده از نیروهای بیگانه دیگر مستعمرات فرانسه (عمدتا از الجزایر، مراکش و حتی ویتنام) هرچه سخت‌تر شد. در عین حال وو نوین جیاپ از تاکتیکهای کارآمد و نوین آتش مستقیم توپخانه، کمین زدن به کاروانها و انبوه تفنگهای ضدهوایی برای ممانعت از تحویل محموله‌های زمینی و هوایی تدارکات همراه با استراتژی مبتنی بر استخدام ارتش منظم قابل توجهی که با حمایت گسترده مردمی همراه بود، دکترین جنگ چریکی و دستورالعملهای توسعه یافته در چین، و استفاده از ادوات ساده و قابل اتکای فراهم شده توسط اتحاد جماهیر شوروی استفاده کرد. این ترکیب برای پایگاه‌ها و استحکامات مرگبار بود، و در شکست قاطع فرانسه در نبرد دین بین فو به اوج خود رسید.
در کنفرانس بین‌المللی ژنو به تاریخ ۲۱ ژوئیه ۱۹۵۴، دولت سوسیالیست جدید فرانسه و ویت‌مین با هم توافقی کردند که به‌طور مؤثری کنترل ویتنام شمالی بالاتر از مدار ۱۷ درجه را در اختیار ویت مین قرار می‌داد و جنوب تحت حاکمیت بائو دای به حیات خود ادامه می‌داد. این توافقنامه از جانب دولت ویتنام و ایالات متحده محکوم شد. یکسال بعد بائو دای توسط نخست وزیرش نگو دین دیم عزل شد که به ایجاد جمهوری ویتنام (ویتنام جنوبی) منجر شد. بزودی شورشهایی که توسط شمال هدایت می‌شد، علیه دولت دیم گسترش یافت. این مناقشه تدریجاً به جنگ ویتنام ارتقا یافت.